# Karen Morse
Karen Dale Williams Morse est une chimiste inorganique. Elle est présidente de l'Université Western Washington de 1993 à 2008 et est nommée Bowman Distinguished Professor en 2014. Elle est membre élue de l'Association américaine pour l'avancement des sciences.

## Formation et carrière
Morse est titulaire d'un BA de l'Université Denison (1962), d'une maîtrise et d'un doctorat de l'Université du Michigan. Au cours de son doctorat, elle travaille sur les acides de Lewis. Morse rejoint la faculté de l'Université d'État de l'Utah en 1968 dans le département de chimie et de biochimie et devient ensuite chef du département, doyenne  et est nommé prévôt en 1989 . En 1993, elle part à l'Université Western Washington où elle est présidente jusqu'en 2008. En 2014, Morse est nommée professeure distinguée Bowman à la Western Washington University.
Les premières recherches de Morse se concentrent sur la production et les propriétés des phosphines. Elle travaille également sur les borohydrures,, le phosphite, les composés métal-phosphore,, les arylphosphines . Morse dirige le comité de formation professionnelle de l'American Chemical Society où elle élargit les options pour reconnaître les éducateurs qui enseignent la chimie au premier cycle et au secondaire,.

## Publications
- (en) Takusagawa, Fumagalli, Koetzle et Shore, « Neutron and x-ray diffraction studies of tris(methyldiphenylphosphine)[tetrahydroborato(1-)]copper, Cu[P(C6H5)2CH3]3(BH4). The first accurate characterization of an unsupported metal-hydrogen-boron bridge bond », Journal of the American Chemical Society, vol. 103, no 17,‎ 1981, p. 5165–5171 (ISSN 0002-7863, DOI 10.1021/ja00407a035, lire en ligne)
- (en) Morse et Morse, « Free radical reactions of tetrafluorodiphosphine. Preparation of 1,2-bis(difluorophosphino)ethane », Journal of the American Chemical Society, vol. 95, no 25,‎ 1973, p. 8469–8470 (ISSN 0002-7863, DOI 10.1021/ja00806a057, lire en ligne)
- (en) Morse et Morse, « Photoreactions of tetrafluorodiphosphine with nonsubstituted olefins and perfluoroolefins », Inorganic Chemistry, vol. 14, no 3,‎ 1975, p. 565–569 (ISSN 0020-1669, DOI 10.1021/ic50145a024, lire en ligne)
- (en) Fife, Moore et Morse, « Solution equilibria of tertiary phosphine complexes of copper(I) halides », Inorganic Chemistry, vol. 23, no 12,‎ 1984, p. 1684–1691 (ISSN 0020-1669, DOI 10.1021/ic00180a011, lire en ligne)
- (en) Bommer et Morse, « Single hydrogen-boron bridged species: tris(methyldiphenylphosphine) complexes of silver(I) and copper(I) containing tetrahydroborate and (ethoxycarbonyl)trihydroborate », Inorganic Chemistry, vol. 19, no 3,‎ 1980, p. 587–593 (ISSN 0020-1669, DOI 10.1021/ic50205a003, lire en ligne)

## Récompenses et honneurs
Morse est élue membre de l'Association américaine pour l'avancement des sciences en 1986. En 1997, elle reçoit la médaille Garvan-Olin pour les réalisations scientifiques d'une femme chimiste de l'American Chemical Society. En 2012, l'Université Western Washington nomme le bâtiment de chimie le Karen W. Morse Hall en son honneur. En 2021, l'Université d'État de l'Utah lui décerne un doctorat honorifique.